# Okigwe
Okigwe este un oraș din statul Imo, Nigeria. În 2005 avea 132.237 de locuitori.